# Baccio da Montelupo

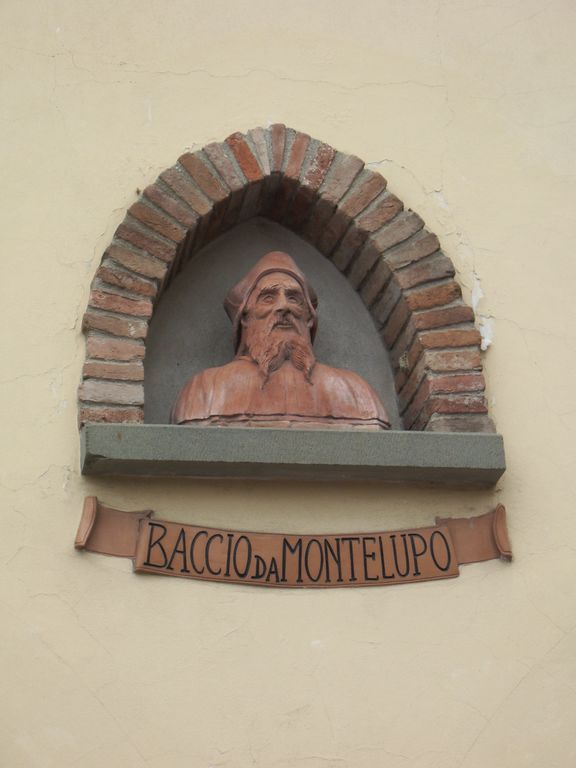
Ritratto in terracotta. Opera realizzata dal maestro Lelio Rossi.

Baccio da Montelupo (vero nome Bartolomeo di Giovanni d'Astore dei Sinibaldi) (Montelupo Fiorentino, 1469 – Lucca, 1535) è stato uno scultore e architetto italiano.

## Biografia
Nato da famiglia di modeste condizioni sociali a Montelupo Fiorentino, frequentò forse le botteghe ceramiche del suo paese natale, per poi trasferirsi a diciotto anni a Firenze per intraprendere la carriera di scultore, dove frequentò la scuola d'arte del giardino di San Marco, diretta da Bertoldo di Giovanni su incarico di Lorenzo il Magnifico.
Nella stessa prestigiosa scuola studiava per esempio un giovanissimo Michelangelo, che divenne suo stretto amico. Nel 1492, con la morte del Magnifico, la scuola chiuse e Baccio trovò ospitalità presso alcuni parenti.

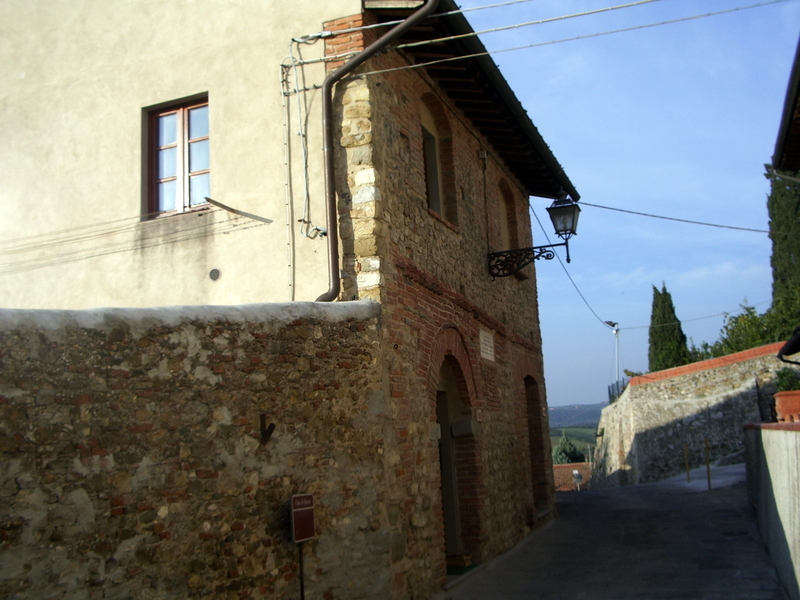
Montelupo F.no - casa di Baccio

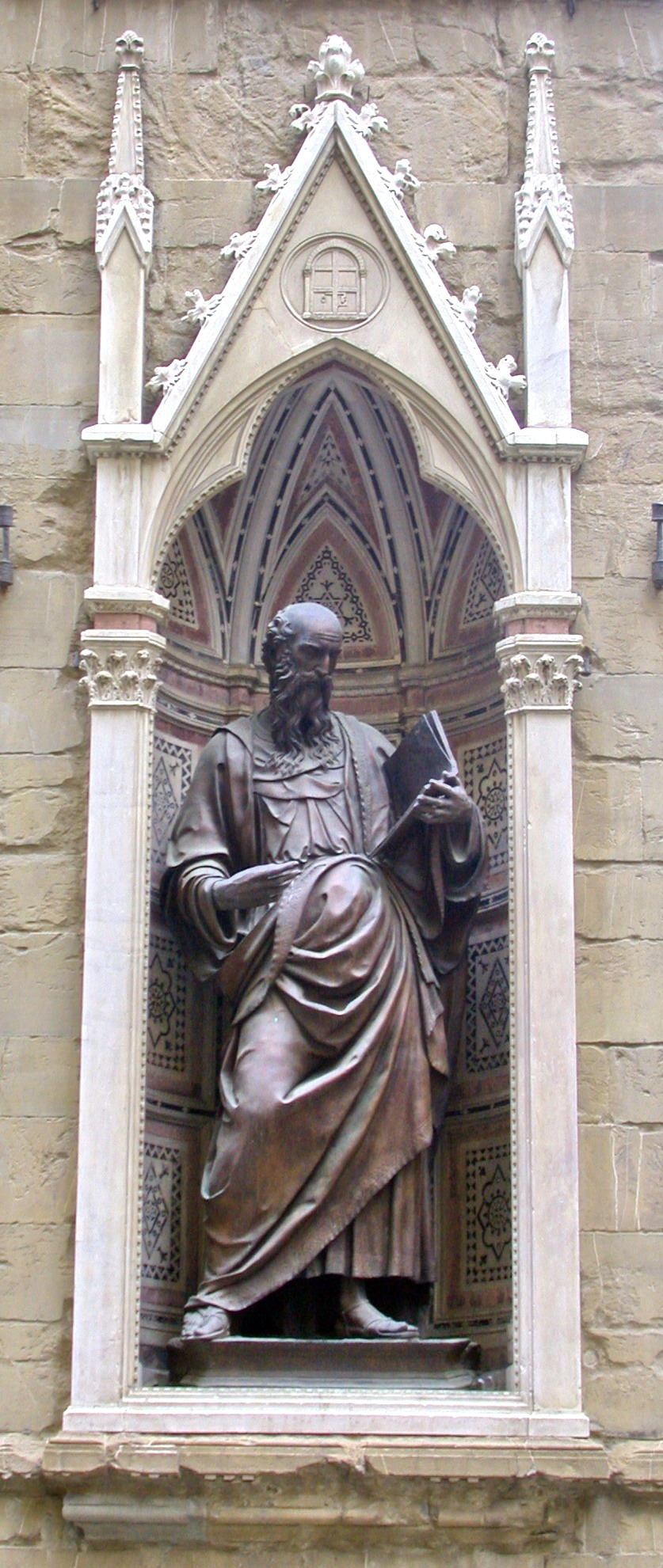
Orsanmichele: Tabernacolo dell'arte della Seta con San Giovanni Evangelista

Ricevette la prima commissione importante per un Compianto, una serie di statue in terracotta, dai frati di San Domenico a Bologna, dove si era rifugiato nel 1495 in fuga da Firenze per l'arrivo delle truppe di Carlo VIII di Francia. Di ritorno a Firenze pochi mesi dopo, realizzò alcuni Crocifissi che gli diedero molta notorietà, primo fra i quali è forse quello della basilica di San Lorenzo, poi di San Marco, della Badia delle Sante Flora e Lucilla di Arezzo e della pieve di San Martino a Gangalandi nelle vicinanze di Lastra a Signa.
Fu un piagnone, cioè un seguace convinto di Savonarola, dopo la terribile morte del quale decise di rifugiarsi di nuovo a Bologna, dove realizzò dodici busti di apostoli in terracotta, ora nella Cattedrale di Ferrara.

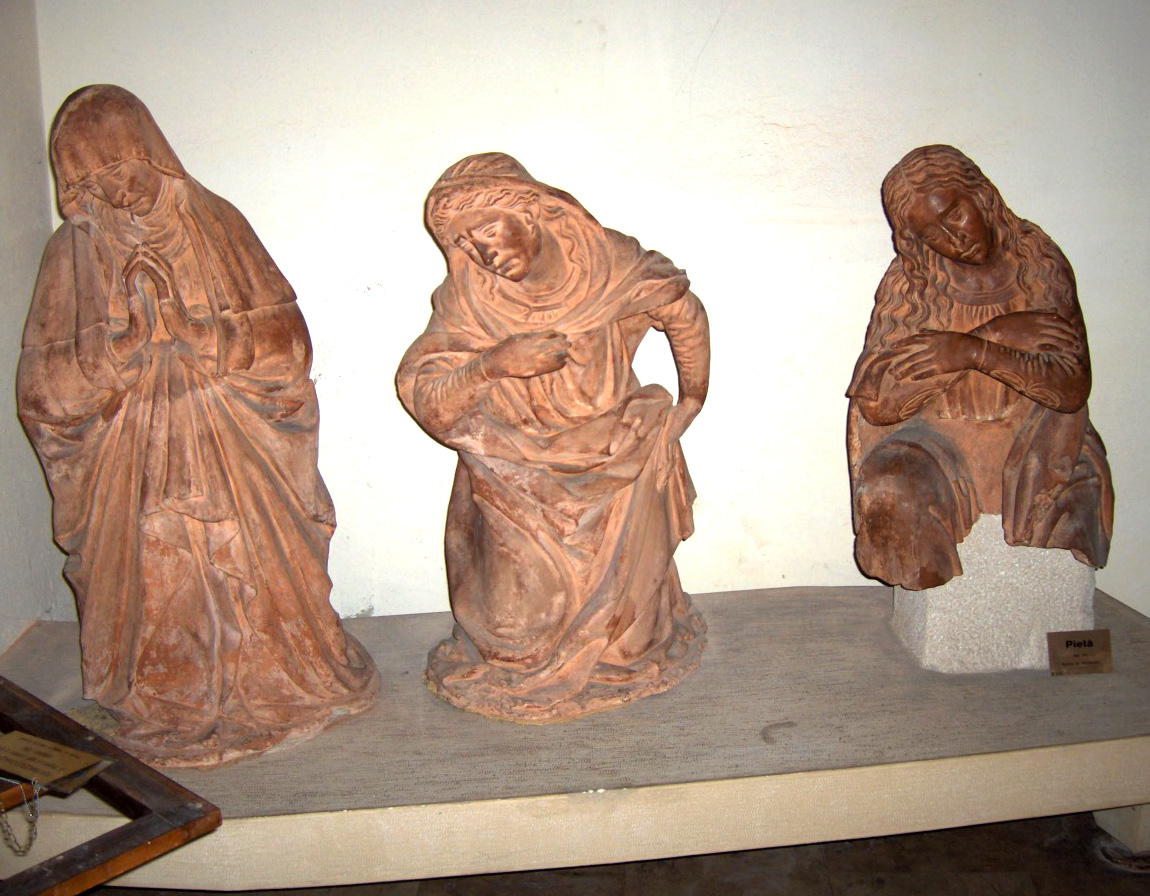
Compianto in terracotta, Basilica di San Domenico, Bologna

Nel 1506, artista ormai affermato, ricevette la commissione per alcune sculture lignee per l'abbazia benedettina di San Godenzo, delle quali resta oggi solo un San Sebastiano, particolarmente significativo perché viene generalmente considerato come anello di congiunzione fra la scultura quattrocentesca, legata a Donatello, e l'espressionismo di matrice più michelangiolesca.
La consacrazione della sua carriera si ebbe con la commissione da parte dell'Arte della Seta nel 1514 della statua di San Giovanni Evangelista per una delle nicchie di Orsammichele a Firenze, opera che venne realizzata nel costoso bronzo, suo capolavoro della maturità per la potente espressione del volto e dei gesti.
Nel 1515 realizzò l'edicola in marmo che circonda un affresco miracoloso della Vergine nella chiesa di Sant'Agostino a Colle di Val d'Elsa. Sul finire del decennio lavorò nella Repubblica di Lucca, a partire dalla Pietà in marmo per la pieve di Segromigno (1518), opera alla quale seguirono una serie di monumenti funebri (Tomba del vescovo Silvestro Gigli, chiesa di San Michele in Foro, con il figlio Raffaello; Monumento di San Silao Museo nazionale di Villa Guinigi; Monumento a Giano Grillo Chiesa di Santa Maria dei Servi).
Progettò anche la chiesa di San Paolino, sempre a Lucca.
Gli ultimi anni sono avvolti da mistero, si presume che si sia ritirato dall'attività intorno al 1523, morendo forse a Lucca.